# Crioprosopus lateralis
Crioprosopus lateralis är en skalbaggsart som beskrevs av Leconte 1884. Crioprosopus lateralis ingår i släktet Crioprosopus och familjen långhorningar. Inga underarter finns listade i Catalogue of Life.